# Harry Stenqvist
Harry Stenqvist (n. 25 decembrie 1893, Chicago, Illinois, SUA – d. 9 decembrie 1968, Örebro, Suedia) a fost un ciclist suedez, medaliat olimpic. A participat la o ediție a Jocurilor Olimpice (1920) în care a câștigat o medalie de aur și o medalie de argint.